# Tangeln
Tangeln is een ortsteil van de Duitse gemeente Beetzendorf in de Altmarkkreis Salzwedel in Saksen-Anhalt. Tot 1 juli 2009 was Tangeln een zelfstandige gemeente.